# Oryzias melastigma
Espèce
Statut de conservation UICN

 LC  : Préoccupation mineure
Oryzias melastigma est une espèce de poissons d'eau douce et saumâtre de la sous-famille des Oryziinae (famille des Adrianichthyidae). 

## Répartition
Pour FishBase, cette espèce se rencontre au Bangladesh, en Inde et au Sri Lanka. En revanche pour l’UICN, elle n'est présente qu'au Bangladesh et en Inde.

## Description
Oryzias melastigma mesure au maximum 40 mm de longueur totale.

## Systématique
Le nom valide complet (avec auteur) de ce taxon est Oryzias melastigma (McClelland, 1839).
L'espèce a été initialement classée dans le genre Aplocheilus sous le protonyme Aplocheilus melastigmus McClelland, 1839.
Oryzias melastigma a pour synonymes :
- Aplocheilus melastigmus McClelland, 1839
- Haplochilus melanostigma (McClelland, 1839)
- Haplochilus melastigma (McClelland, 1839)
- Oryzias melanostigma (McClelland, 1839)
- Oryzias melastigmus (McClelland, 1839)
- Panchax argenteus Day, 1868
- Panchax cyanophthalmus Blyth, 1858
- Panchax cyanopthalma Blyth, 1858
- Panchax melastigma (McClelland, 1839)